# Коростенский фарфоровый завод
Коростенский фарфоровый завод (укр. Коростенський фарфоровий завод) — промышленное предприятие в городе Коростень Житомирской области, которое находится в поиске инвесторов для возрождения производства.

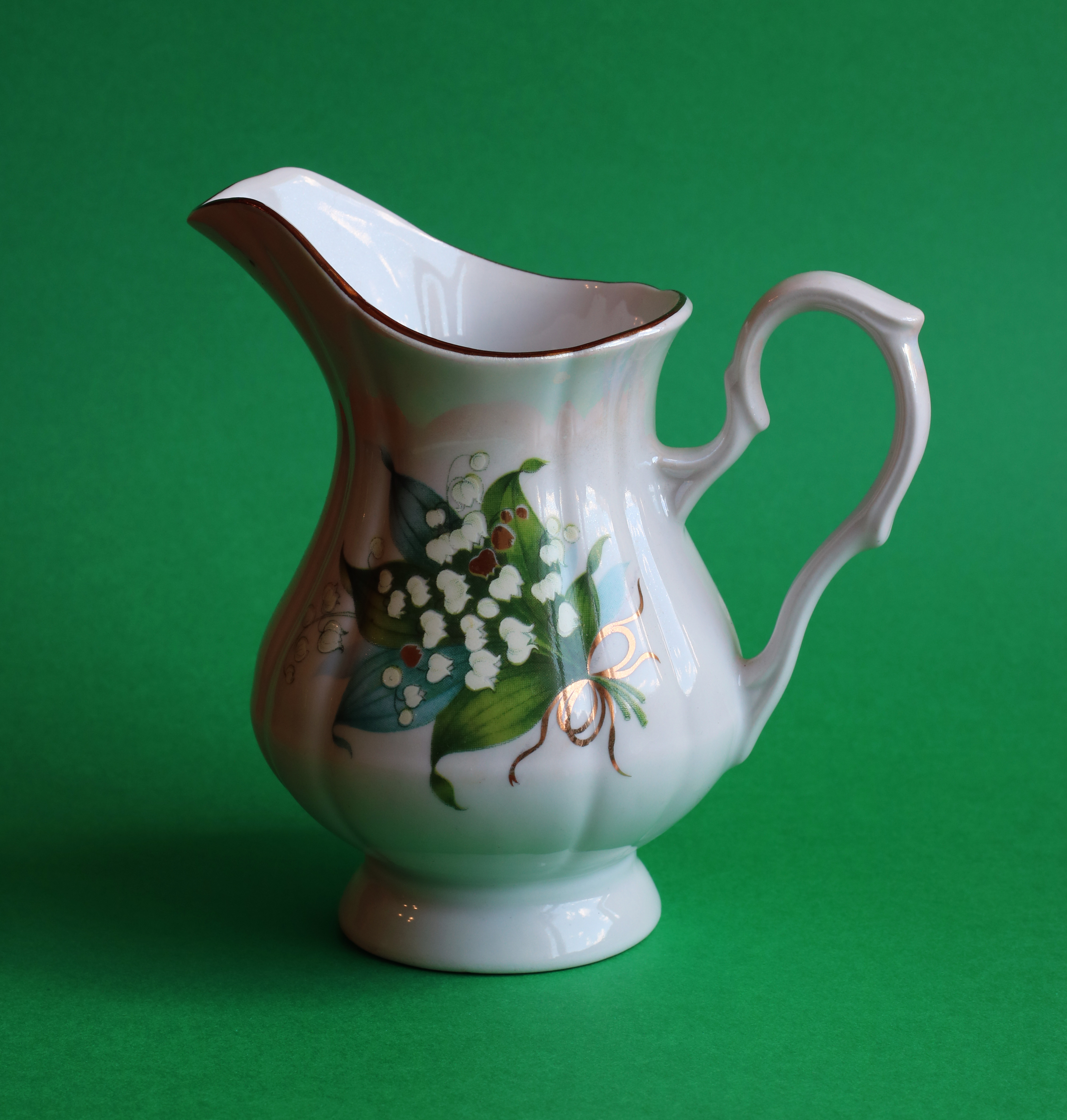
Образец продукции Коростенского фарфорового завода

## История
Фарфоровый завод в Овручском уезде Волынской губернии построил в 1909 году поляк Тимофей Карлович Пржибыльский. Первые годы предприятие выпускало "белую посуду" (из неокрашенного фарфора).
После Октябрьской революции 1917 года предприятие было национализировано, во время гражданской войны завод пострадал, но после окончания боевых действий вместе с другими предприятиями стекольной и фарфоро-фаянсовой промышленности был передан в ведение Главного комитета стекольно-фарфоровой промышленности ВСНХ, восстановлен и возобновил работу.
После возобновления торговых отношений с Турцией (прерванных после начала Первой мировой войны), торгпредство СССР заключило договор на изготовление фарфоровой посуды для Турции и Египта, который выполняли Барановский, Будянский и Коростенский фарфоровые заводы.
После завершения в 1928 году первой реконструкции объёмы производства завода почти в пять раз превысили уровень производства 1913 года.
В ходе индустриализации СССР началось техническое перевооружение предприятия. По состоянию на 1935 год, фарфоровая фабрика являлась крупнейшим предприятием Коростеня (общая численность работников составляла 450 человек).
В ходе боевых действий Великой Отечественной войны и немецкой оккупации завод был разрушен, но после окончания войны в соответствии с четвёртым пятилетним планом восстановления и развития народного хозяйства СССР - восстановлен и в мае 1945 года вновь введён в эксплуатацию.
В 1955 году для рабочих фарфорового завода было построено двухэтажное общежитие на 100 мест (авторы проекта - архитекторы Л. Б. Каток и Л. Н. Киселевич).
Также, в середине 1950-х годов рабочими завода был высажен парк, в котором по проекту архитектора К. Барташевича был построен и 1964 году - открыт трёхэтажный заводской Дом культуры (закрытый в 1990е годы и заброшенный после пожара в 2005 году).
В 8-ю пятилетку (1966 - 1970) Коростенский фарфоровый завод им. Ф. Э. Дзержинского был реконструирован, в строй были введены новые туннельные печи.
В 1972 году с помощью специалистов из Ленинграда на заводе было введено в строй оборудование по автоматическому изготовлению тарелок (что вдвое повысило производительность труда).
В советское время завод являлся одним из ведущих предприятий города.
После провозглашения независимости Украины государственный завод был преобразован в закрытое акционерное общество.
В январе 2006 года имела место попытка рейдерского захвата предприятия.
Вступление Украины в ВТО в мае 2008 года (с последовавшим увеличением импорта в страну готовых фарфоровых изделий) и начавшийся в 2008 году экономический кризис осложнили деятельность завода. В ноябре 2009 года для восстановления работы завода было предложено провести национализацию предприятия (решение не было принято, хотя за него проголосовали 78 из 450 депутатов Верховной Рады Украины).
В начале 2012 года завод уже не функционировал. В июне 2012 года хозяйственным судом Житомирской области было возбуждено производство по делу о банкротстве завода в связи с наличием непогашенной задолженности перед торговым домом «Фарфор Украины» на сумму 941 729 гривен. К весне 2013 года оборудование завода было разобрано на металлолом и вывезено.
После закрытия завода в городском Доме культуры была открыта комната-музей истории завода (коллекция и фонды которой в 2016 году составляли до 600 экспонатов).
В 2021 году администрацией завода разработан бизнес план по возрождению производства и коммерческое предложение, в котором описаны все выгоды и финансовая привлекательность для потенциальных инвесторов.